# Dipteretrum basilewskyi
Dipteretrum basilewskyi är en kackerlacksart som beskrevs av Karlis Princis 1965. Dipteretrum basilewskyi ingår i släktet Dipteretrum och familjen småkackerlackor.
Artens utbredningsområde är Tanzania. Inga underarter finns listade i Catalogue of Life.